# Reynard Motorsport
Reynard Motorsport – konstruktor samochodów wyścigowych, założony przez Adriana Reynarda. Odnosił sukcesy w takich formułach, jak Formuła Ford, Formuła Vauxhall Lotus, Formuła 3, Formuła 3000 i IndyCar.

## Historia
W 1973 roku Adrian Reynard zbudował pierwszy samochód według kategorii Formuły Ford. W 1977 roku Reynard został CEO firmy Sabre Automotive/Reynard Racing Cars Ltd. Dwa lata później samochody Reynard wygrały mistrzostwa Europejskiej i Brytyjskiej Formuły Ford 2000, a w latach 80. rozwijała monokoki z włókien węglowych.

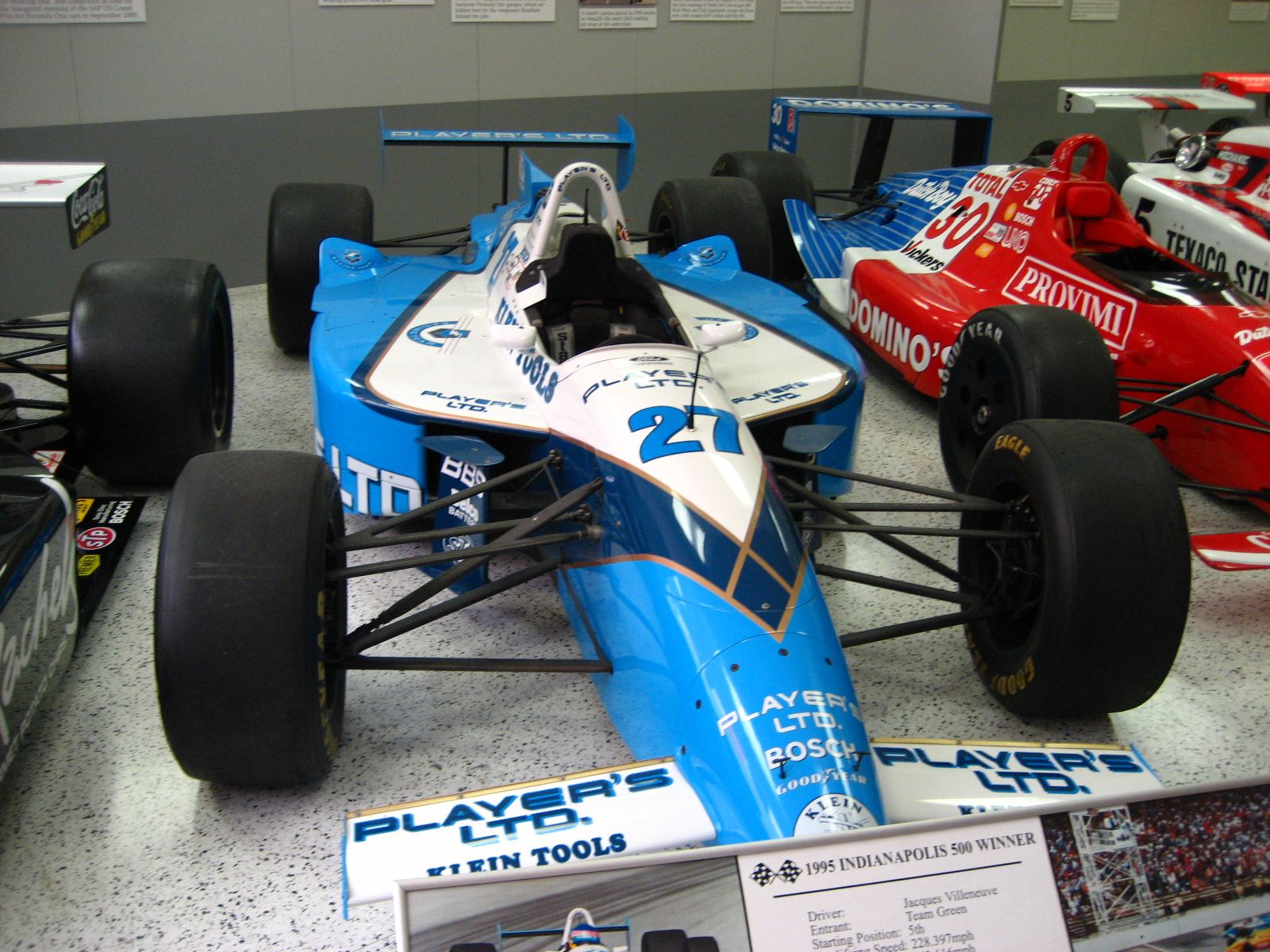
Reynard 95I, który zwyciężył w Indianapolis 500 w 1995 roku

W 1985 roku firma weszła do Formuły 3, a Reynard wygrał swój pierwszy wyścig w tej serii, po starcie z pole position. W Brytyjskiej Formule 3 Reynard zdobył tytuły w latach 1986–1988 i 1992. W 1988 roku konstruktor zadebiutował w Międzynarodowej Formule 3000, również wygrywając wyścig w debiucie, a także zdobywając tytuł za sprawą Roberto Moreno. Osiągnięcie to firma powtórzyła w sezonach 1989 oraz 1991–1995. W roku 1990 Reynard otrzymał nagrodę Queen’s Award for Export Achievement, a w latach 1992 i 1993 triumfował w Pacific Series.
W sezonie 1994 Reynard wystartował po raz pierwszy w serii IndyCar, zwyciężając w debiutanckim wyścigu. Rok później Reynard wygrał w tej serii mistrzostwa kierowców, konstruktorów, Indianapolis 500 oraz tytuł debiutanta roku (Gil de Ferran). Dominacja Reynarda w tej serii trwała do 2001 roku. Firma odnosiła sukcesy także w Formule Nippon.
Od końca lat 80. Reynard planował uczestniczyć w wyścigach Formuły 1. W 1989 roku skonstruowano opierający się na samochodzie Formuły 3000 model 89M napędzany silnikiem Mugen, zaś trzy lata później – Reynarda F1-01-Yamaha. Pogłoski o debiucie Reynarda w Formule 1 pojawiły się także w 1997 roku, ale nigdy nie miały pokrycia w rzeczywistości. Adrian Reynard był jednak współzałożycielem zespołu Formuły 1 British American Racing, gdzie pełnił rolę dyrektora ds. rozwoju technicznego. Ponadto w celu lepszego przygotowania się BAR do debiutu w Formule 1, Reynard skonstruował model 98A.
W 2002 roku firma Reynard Motorsport Ltd zbankrutowała.